# Irina Simagina
Irina Simagina, z domu Mieleszyna (ros. Ирина Алексеевна Симагина; ur. 25 maja 1982 w Riazaniu) – rosyjska lekkoatletka, uprawiająca skok w dal.
Sezon 2006 opuściła z powodu macierzyństwa. W 2012 została zdyskwalifikowana na 2 lata za stosowanie niedozwolonych środków.

## Osiągnięcia
- srebrny medal młodzieżowych mistrzostw Europy (Bydgoszcz 2003)
- złoto uniwersjady (Daegu 2003)
- 1. miejsce podczas Halowego Pucharu Europy (Lipsk 2004)
- 1. miejsce na Superlidze Pucharu Europy (Bydgoszcz 2004)
- srebrny medal igrzysk olimpijskich (Ateny 2004)
- 1. miejsce w Światowym Finale IAAF (Monako 2004)
- 1. lokata podczas Superlidze Pucharu Europy (Florencja 2005)
- brąz halowych mistrzostw świata (Walencja 2008)
- złota medalistka mistrzostw kraju

## Rekordy życiowe
- skok w dal – 7,27 (2004)
- skok w dal (hala) – 6,96 (2008)